# Georges Hamel
Georges Hamel (* 20. Januar 1948 in Sainte-Françoise, Centre-du-Québec, Quebec, Kanada; † 26. Februar 2014 in Drummondville) war ein kanadischer Sänger frankophoner Country-Musik.
Im Laufe seiner vierzigjährigen Karriere nahm Hamel 44 Langspielplatten auf, gewann vier Félix Awards und verkaufte über zwei Millionen Tonträger. 